# Braunsapis pallida
Braunsapis pallida là một loài Hymenoptera trong họ Apidae. Loài này được Michener mô tả khoa học năm 1975.